# Мериленд
Мериленд или Мериланд (енгл. Maryland), америчка је држава. Граничи се са Вирџинијом, Западном Вирџинијом и градом Вашингтоном на југу и западу, Пенсилванијом на северу и Делавером на истоку. Мериленд је седма држава која је ратификовала Устав Сједињених Држава. Најнасељенији град је Балтимор а главни град је Анаполис.
Држава је добила име по Хенријети Марији од Француске, жени Чарлса I Стјуарта.
Сматра се да је Мериленд колевка верске слободе у Америци. Држава је формирана од стране Џорџа Калверта почетком 17. века као његово планирано уточиште за прогањане католике из Енглеске. Џорџ Калверт је био први Господар Балтимора. Држава је одиграла кључну улогу у оснивању Вашингтона, која је основана на земљишту које је донирала држава.
Мериленд је једна од најмањих држава у САД као и једна од најгушће насељених са око шест милиона становника.  Мериленд је имао највећу средњу вредност прихода домаћинства било које државе, са својом непосредном близином главног града, и веома разноврсном економијом која обухвата производњу, услуге и биотехнологије.

## Демографија
| 1900.     | 1910.     | 1920.     | 1930.     | 1940.     | 1950.     | 1960.     | 1970.     | 1980.     | 1990.     | 2000.     | 2010.     |
| --------- | --------- | --------- | --------- | --------- | --------- | --------- | --------- | --------- | --------- | --------- | --------- |
| 1.188.044 | 1.295.346 | 1.449.661 | 1.631.526 | 1.821.244 | 2.343.001 | 3.100.689 | 3.922.399 | 4.216.975 | 4.781.468 | 5.296.486 | 5.773.552 |

### Највећи градови
| Балтимор Коламбија | 1.  | Балтимор      | 620.961 | Џермантаун Силвер Спринг |
| Балтимор Коламбија | 2.  | Коламбија     | 99.615  | Џермантаун Силвер Спринг |
| Балтимор Коламбија | 3.  | Џермантаун    | 86.395  | Џермантаун Силвер Спринг |
| Балтимор Коламбија | 4.  | Силвер Спринг | 71.452  | Џермантаун Силвер Спринг |
| Балтимор Коламбија | 5.  | Волдорф       | 67.752  | Џермантаун Силвер Спринг |
| Балтимор Коламбија | 6.  | Глен Барни    | 67.639  | Џермантаун Силвер Спринг |
| Балтимор Коламбија | 7.  | Еликот Сити   | 65.834  | Џермантаун Силвер Спринг |
| Балтимор Коламбија | 8.  | Фредерик      | 65.239  | Џермантаун Силвер Спринг |
| Балтимор Коламбија | 9.  | Дандалк       | 63.597  | Џермантаун Силвер Спринг |
| Балтимор Коламбија | 10. | Роквил        | 61.209  | Џермантаун Силвер Спринг |

Према попису из 2015. године у Мериленду живи 6.006.401 становника што је повећање од 4,03% у односу попис из 2010. године.
Ово укључује природни прираштај од последњег пописа (464,251 рођених, 275,093 умрлих) и пораст услед миграције од 116,713 људи.
Мериленд као мала држава показује карактеристике и северне и јужне регије САД. Генерално, западни Мериленд има апалачку културу; а јужни и источни део јужњачку културу.

### Језик
Шпански језик се највише говори у држави, после енглеског.

### Урбана и рурална подручја
Већина становништва живи у централном региону државе, у околини Балтимора и Вашингтона.
Већина популације је концентрисана у градовима и предграђима највећих градова. Историјски гледано, сви градови су настајали у долинама великих река, као и главни град Анаполис који лежи на Северној реци која се улива у Чесапик залив.

### Расне и етничке групе
| Раса                  | 1970  | 1990  | 2000  | 2010  |
| --------------------- | ----- | ----- | ----- | ----- |
| Белци                 | 81,5% | 71,0% | 64,0% | 60,8% |
| Црнци                 | 17,8% | 24,9% | 27,9% | 29,8% |
| Азијати               | 0,5%  | 2,9%  | 4,0%  | 5,5%  |
| Амерички староседеоци | 0,1%  | 0,3%  | 0,3%  | 0,3%  |
| друге расе            | 0,1%  | 0,9%  | 1,8%  | 3,6%  |

По попису из 1970. године у Мериленду је живело 17,8% Афро-Американаца и 80,4% белаца.
Афро-Американци формирају знатан део становништва државе - скоро 30% према попису из 2010. године већина су потомци људи транспортованих из западне Африке као робови, а многи су и мешане расе, укључујући Европљане и староседеоце.
Концентрације Афро-Американаца живе у Балтимору, Округу Принца Џорџа и предграђу Вашингтона.
Што се тиче европских народа, најбројнији су Немци (15%), Ирци (11%), Енглези (8%), Италијани (6%), и Пољаци (3%).
Ирци најчешће живе у округу Балтимора и у северним и источним деловима Вашингтона.), као и у западном Мериленду, где су ирски имигранти помогли изградњу железнице.
Велики проценат становништва на источној обали и у јужном делу су потомци британских досељеника. Источну обалу су населили протестанти, углавном методисти, а јужни окрузи су припали енглеским католицима. Новији европски имигранти крајем 19. и почетком 20. века прво су населили Балтимор, који их привукао својим индустријских пословима. Многи од италијанских, пољских, чешких, и грчких потомака и даље живе на том подручју.
Многи народи из источне Европе, као што су Хрвати, Руси и Украјинци, њихов број се значајно повећао између 1990. и 2010 године. После распада Совјетског Савеза, Југославије и Чехословачке, многи имигранти из источне Европе дошли у САД - 12% њих борави у Мериленду.

## Географија
Мериленд има површину од 32.133,2 km² и по површини га можемо упоредити са Белгијом чија је површина 30.530 km². То је 42. држава по величини у САД.
Највиша тачка са надморском висином од 1.020 m је врх Хој Крест на планини Бекбоун, у близини границе са Западном Вирџинијом.

### Геологија
Земљотреси у Мериленду су чести и мали због близине државе од зоне земљотреса. Земљотрес у Вирџинији 2011. године умерено се осетио широм Мериленда. Зграде у целој држави нису добро дизајниране за земљотресе и могу лако претрпети штету.
Често се понавља тврдња да је Мериленд једина држава без природних језера, а та тврдња није тачна. Лорел Оксбоу језеро је старо више од сто година, простире се на површини од 55 хектара и налази се 2 кm северно од Мериленд ситија.
"Чувс језеро" је природно језеро површине седам хектара, удаљено 2 кm југоисточно од Апер Марлбора.. Постоје бројна вештачка језера, највеће је Дип Крик језеро.

### Флора
Као што је типично за државе на источној обали, у Мериленду је биљни живот богат и здрав. Велика количина годишњих падавина омогућава род многих врста биљака.
Многе врсте биљака које нису типичне за ово поднебље се узгаја у држави, већина се узгаја као украсне биљке. Неке од њих су Чемпрес, Јужна Манголија, као и дрво палме у топлијем, источном делу државе. Цвет који се најчешће може видети у држави је Рудбекија, може се видети на сваком кораку и расте широм државе. На овим цветовима најчешће можемо видети балтиморшког летира који је најпознатији инсект у држави. 435 врсти птица је регистровано у Мериленду.

### Фауна
Држава гаји велики број белорепих јелена, посебно у шумовитом и планинском делу. Разни сисари се могу наћи у распону од планинског венца на западу до централног подручја државе. Најпознатије животиње су мрки медвед, рис, лисица, којоти, ракуни, и остали.
Постоји популација ретких дивљих коња пронађених на Асатиг острвима и верује се да су ти коњи побегли са бродолома. Чесапик ретривер је раса паса који посебно воли спортове на води, лов и спашавања људи на подручју Чесапика. 1878. године чизопик ретривер је прва ретривер раса призната од стране америчког Кенел клуба, а касније га је универзитет у Балтимору узео као своју маскоту.

### Окружење
Мериленд се удружио са суседним државама крајем 20. века да би се побољшало стање у Чесапик заливу. Водени живот и морски плодови су били угрожени развојем индустрије.
Године 2007. магазин Форбс је оценио Мериленд као пету "најзеленију државу у САД". Мериленд заузима 40. место у укупној потрошњи енергије широм земље, а успео је да највише смањи токсични отпад по глави становника од свих.

## Транспорт
Министарство саобраћаја Мериленда, са седиштем у граду Хановер, надгледа превоз у држави кроз разне администрације на нивоу агенција. Независни транспортни орган, са седиштем у Балтимору, одржава и управља свим путевима у држави.

### Путеви
Ауто-пут И-95, пролази кроз државу у дужини од 180 km, улази у североисток државе, затим кроз Балтимор, па све до Вудро Вилсон моста. И-70 улази из Пенсилваније северно од града Ханкок и наставља источно 150 km од Балтимора, повезујући градове Хагерстаун и Фредерик. И-83 има 55 km у Мериленду и повезује Балтимор и централну Пенсилванију.
Мериланд такође има систем државних ауто-путева који садрже путеве нумерисане од 2 до 999, међутим, већина путева са већим бројевима су релативно кратки.

### Аеродром
Највећи аеродром у Мериленду је Балтимор-Вашингтон аеродром познатији као BWI. Остали аеродром за комерцијалне летове су Хегерстаун и Солсбери.
Постоје и два аердодрома у предграђу Вашингтона, Међународни аеродром и аеродром Роналд Реган

### Железнички транспорт
Амтрак возови, укључујући велике брзине Аселе експрес стају на свим већим станицама у Балтимору, а затим повезују овај град са Вашингтоном. Поред тога, постоји пруга од Роквила до Камберленда.

## Спорт
Мериленд има низ великих и мањих професионалних спортских франшиза. Два тима играју у Националној фудбалској лиги, то су Балтимор рејвенси и Вашингтон редскинси.
Мериленд има значајан историјски углед када су талентовани спортисти у питању, неки од њих су Мајкл Фелпс, Реј Луис, Џими Фокс, Френк Робинсон.
Мериленд је такође домаћин једне од три трке коња годишњег Трипл Краун турнира, који се одржава сваког пролећа у Балтимору.
Каунтри клуб организује три голф турнира за Ју-Ес опен и ПГА првенство.